# Соколов Микола Олексійович (слідчий)
Микола Олексійович Соколов (нар. 22 травня 1882, Мокша́н, Пензенська губернія — пом. 23 листопада 1924, Сальбрі, Франція) — слідчий з особливо важливих справ Омського окружного суду, що розслідував справу про вбивство царської сім'ї.

## Біографія
Микола Олексійович Соколов закінчив 2-у чоловічу гімназію в Пензе (1900), потім юридичний факультет Харьковського університету (1904).
У 1907 році Микола Олексійович став судовим слідчим Краснослободської дільниці рідного повіту Мокшанського. У 1911 році отримав призначення слідчим по найважливіших справах Пензенського окружного суду. У 1914 році Соколов отримав звання надвірного радника. Був вибраний головою союзу судових слідчих Пензенського окружного суду. Після революції 1917 років відмовився співробітничати з Радянською владою і звільнився зі служби. У жовтні 1917 року, переодягнувшись селянином, відправився пішки в Сибір.
У 1918 році — слідчий з особливо важливих справ в Омському окружному суді. У лютому 1919 року був призначений Верховним правителем Росії адміралом О. В. Колчаком для провадження слідства у справах про вбивство сім'ї царя Миколи II і Алапаєвських мучеників. Отримавши матеріали від перших слідчих Наметкіна і Сергєєва, Соколов в кінці лютого 1919 року опублікував в Омській газеті «Зоря» деякі результати розслідування вбивства Імператора Миколи ІІ і його сім'ї, у тому числі повідомив про знайдених біля шахти на Ісетській копальні речей вбитих, куль, відрізаного пальця, й ін.
У період з травня по 10 липня 1919 року Соколов зібрав безліч речових доказів, опитав сотні свідків, провів десятки експертиз. Після захоплення червоними Катеринбургу (15 липня 1919 року) Соколов продовжував роботу і під час відступу білих, проводячи допити свідків і експертизи, аж до Харбіну. Зібрані їм речові докази і документи Соколів за допомогою глави французької місії генерала Жанена в 1920 році перевіз з Харбіну у Францію. Роботу по опитуваннях свідків і експертизам матеріалів Соколів продовжував й в імміграції, аж до своєї передчасної смерті (чи вбивства отрутою). Частина матеріалів слідства була опублікована Соколовим в 1924 році французькою мовою.
У 1923 році відомий американський автобудівник Генрі Форд запросив Соколова надати матеріали про вбивство імператорської сім'ї Романових як докази в суді у справі, за позовом сіоністів проти Форда.

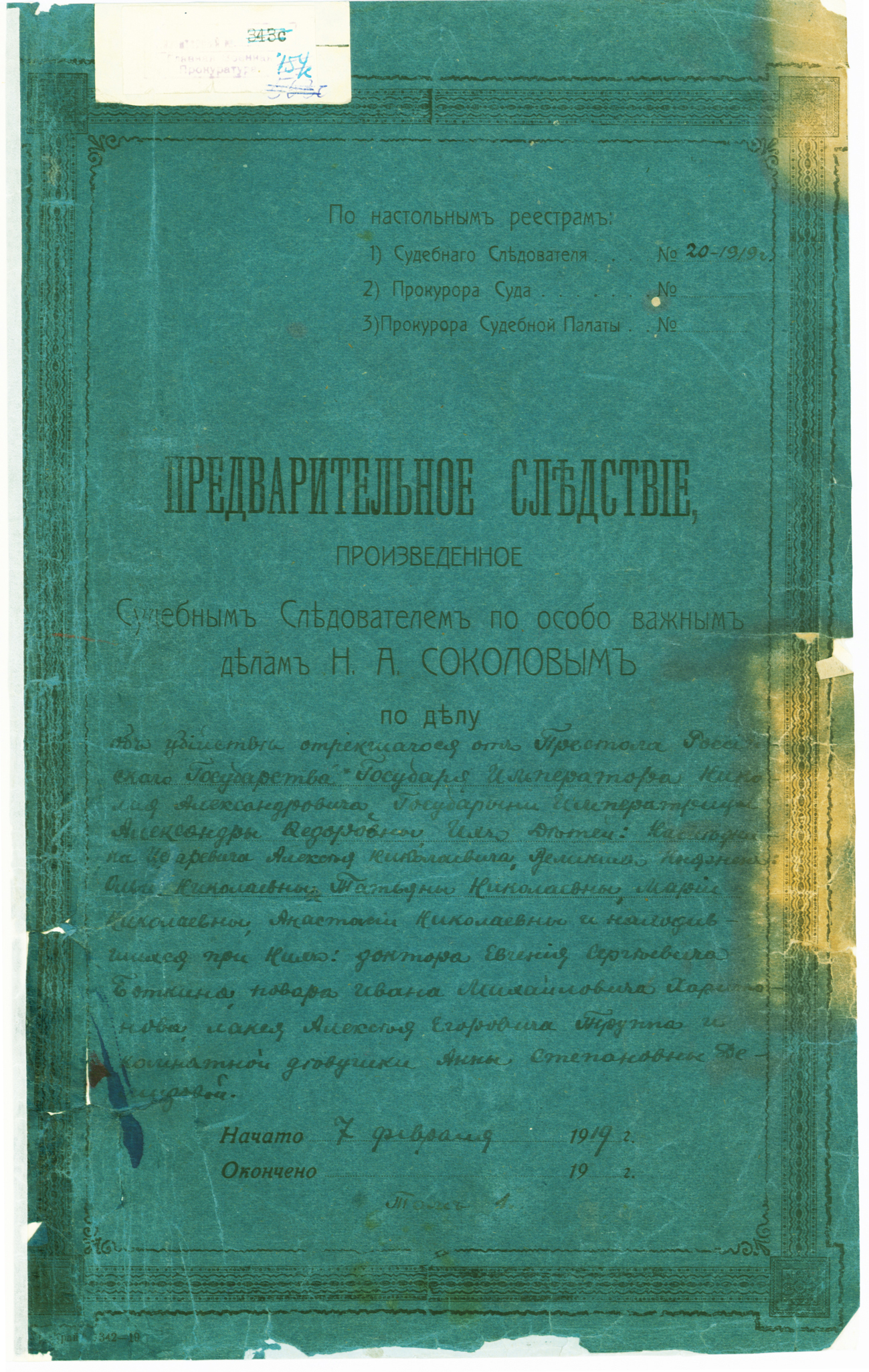

Книга «Вбивство Царської Сім'ї. Із записок судового слідчого М. О. Соколова» була опублікована вже після смерті Соколова в 1925 році і, на думку деяких, має ознаки редагування сторонніми особами. Через це повне авторство Соколова ставиться під сумніви..
Микола Соколов помер передчасно у віці 42 років від інфаркту міокарда, 23 листопада 1924 року, залишивши 23-х річну дружину і двох малолітніх дітей; дочку Наталію і сина Володимира. Похоронений на кладовищі міста Сальбріс.

## Праці
- Nicolas Sokoloff. Enquête judiciaire sur l'assassinat de la Famille Impériale Russe. Paris, 1924.
- Соколов Н. А. Убийство Царской семьи. 1925.
- Записка Н. Соколова генералу Дитерихсу об итогах следствия
- Соколов Н. А. Убийство Царской семьи. М.: Советский писатель, 1991.